# وینن
وینن (به آلمانی: Winnen) یک شهر در آلمان است که در وستروالدکرایس واقع شده‌است. وینن ۴۵۵ نفر جمعیت دارد.